# Vouauxiella
Vouauxiella Petr. & Syd. (wouauxiella) – rodzaj workowców. Niektóre gatunki to grzyby naporostowe.

## Systematyka i nazewnictwo
Pozycja w klasyfikacji według Index Fungorum: Incertae sedis, Incertae sedis, Incertae sedis, Incertae sedis, Pezizomycotina, Ascomycota, Fungi.
Synonimy nazwy naukowej: Alysia Cavalc. & A.A. Silva.
Nazwa polska według W. Fałtynowicza.
Gatunki:
- Vouauxiella caloplacae Alstrup 1993
- Vouauxiella lichenicola (Linds.) Petr. & Syd. 1927– wouauksiella naporostowa
- Vouauxiella pithospora (Cavalc. & A.A. Silva) B. Sutton 1980
- Vouauxiella verrucosa (Vouaux) Petr. & Syd. 1927

Nazwy naukowe na podstawie Index Fungorum. Nazwy polskie według W. Fałtynowicza.